# Remigiusz Olszewski
Remigiusz Olszewski (* 20. September 1992) ist ein polnischer Leichtathlet, der in den Sprintdisziplinen an den Start geht.

## Sportliche Laufbahn
Remigiusz Olszewski trat erstmals im Jahr 2009 gegen die nationale Konkurrenz an. Damals gewann er über 100 und über 200 Meter jeweils die Silbermedaille bei den Polnischen U18-Meisterschaften. Im Finale der 100 Meter stellte er seine Bestzeit von 10,72 s auf. 2010 gewann er mit Bestzeit von 10,58 s die Bronzemedaille bei den Polnischen U20-Meisterschaften. Kurz darauf gewann er die Silbermedaille im 200-Meter-Lauf. Über diese Distanz gelang es ihm sich für die U20-Weltmeisterschaften im kanadischen Moncton zu qualifizieren. Dabei zog er in das Halbfinale ein, in dem er als Siebter seines Laufes den Einzug in das Finale verpasste. 2011 siegte Olszewski im 60-Meter-Lauf bei den Polnischen U20-Hallenmeisterschaften.
2013 gewann Olszewski die Bronzemedaille über 100 Meter bei den nationalen U23-Meisterschaften, wobei er dabei seine Bestleistung auf 10,38 s verbesserte. Einen Monat später trat er in Tampere bei den U23-Europameisterschaften an. Zunächst startete er im 100-Meter-Lauf, in dem er als Vierter im Finale den Sprung auf die Medaillenränge knapp verpasste. Zwei Tage später bestritt er das Finale mit der polnischen 4-mal-100-Meter-Staffel, mit der er die Silbermedaille gewinnen konnte. Eine Woche nach den Europameisterschaften belegte er im 100-Meter-Finale bei den Polnischen Meisterschaften den vierten Platz. 2014 wurde er mit Bestzeit von 6,63 s Polnischer Hallenvizemeister im 60-Meter-Lauf. Anschließend trat er über diese Distanz auch bei den Hallenweltmeisterschaften in der Heimat an. Dabei zog er in das Halbfinale ein, wobei er allerdings schließlich den letzten Platz in seinem Lauf belegte. Ende Mai nahm er als Teil der 4-mal-100-Meter-Staffel an den IAAF World Relays auf den Bahamas teil, wobei man den fünften Platz im B-Finale belegte. 2015 feierte Olszewski nach seinem Sieg über 60 Meter seinen ersten Polnischen Meistertitel. Anfang März trat er in Prag bei den Halleneuropameisterschaften an, verpasste dabei als Vierter in seinem Halbfinallauf den Finaleinzug. Zwei Monate später nahm er, erneut auf den Bahamas, wieder an den IAAF World Relays teil. Während er mit der 4-mal-100-Meter-Staffel im Vorlauf scheiterte, zog er mit der selten gelaufenen 4-mal-200-Meter-Staffel in das Finale ein, mit der er den vierten Platz belegte.
2016 gelang es Olszewski seinen Hallenmeistertitel gegen die nationale Konkurrenz erfolgreich zu verteidigen. Mitte März nahm er in Portland an den Hallenweltmeisterschaften teil. Wie zwei Jahre zuvor in Sopot gelang es ihm auch diesmal in das Finale einzuziehen, worin er anschließend als Siebter seines Laufes ausschied. Im Juni stellte er mit 10,21 s seine persönliche Bestleistung im 100-Meter-Lauf auf. Später wurde er Polnischer Vizemeister über diese Distanz, bevor er in Amsterdam bei den Europameisterschaften an den Start ging. Auch dort zog er in das Halbfinale ein und schied, erneut als Siebter seines Laufes, aus. 2017 erzielte Olszewski exakt die gleichen Ergebnisse bei den nationalen Meisterschaften in Halle und Freiluft wie ein Jahr zuvor. 2018 trat er in Birmingham zum dritten Mal bei Hallenweltmeisterschaften an. Diesmal verpasste er als Fünfter seines Lauf den Einzug in das Finale. Im Laufe der Saison gelang es ihm sich für die Europameisterschaften in Berlin zu qualifizieren, wenngleich er es im 100-Meter-Lauf verpasste in das Halbfinale einzuziehen. Mit der Staffel lief es anschließend nicht besser als diese nach dem Vorlauf disqualifiziert wurde. 2019 startete Olszewski bei den Halleneuropameisterschaften in Glasgow und belegte nach dem Halbfinale den insgesamt 14. Platz. Im Mai nahm er zum dritten Mal an den IAAF World Relays, diesmal in Yokohama, teil, wobei die 4-mal-100-Meter-Staffel im Vorlauf das Ziel nicht erreichte. 2020 wurde er über 100 Meter erstmals in der Freiluft Polnischer Meister. Anfang März 2021 trat Olszewski in der Heimat bei den Halleneuropameisterschaften an. Zuvor verbesserte er im Februar bei seinem insgesamt siebten polnischen Hallenmeistertitel seine persönliche Bestleistung auf 6,59 s über 60 Meter. Diesmal gelang ihm bei den Halleneuropameisterschaften der Einzug in das Finale, in dem er mit 6,66 s als Sechster das Ziel erreichte.

## Wichtige Wettbewerbe
| Jahr              | Veranstaltung               | Ort               | Platz             | Disziplin         | Zeit              |
| Startet für Polen | Startet für Polen           | Startet für Polen | Startet für Polen | Startet für Polen | Startet für Polen |
| ----------------- | --------------------------- | ----------------- | ----------------- | ----------------- | ----------------- |
| 2010              | U20-Weltmeisterschaften     | Moncton           | 19.               | 200 m             | 21,31 s           |
| 2013              | U23-Europameisterschaften   | Tampere           | 4.                | 100 m             | 10,49 s           |
| 2013              | U23-Europameisterschaften   | Tampere           | 2.                | 4 × 100 m         | 38,81 s           |
| 2014              | Hallenweltmeisterschaften   | Sopot             | 18.               | 60 m              | 6,66 s            |
| 2014              | IAAF World Relays           | Nassau            | 5. (B-Finale)     | 4 × 100 m         | 39,31 s           |
| 2015              | Halleneuropameisterschaften | Prag              | 11.               | 60 m              | 6,66 s            |
| 2015              | IAAF World Relays           | Nassau            | 19.               | 4 × 100 m         | 39,48 s           |
| 2015              | IAAF World Relays           | Nassau            | 4.                | 4 × 200 m         | 1:22,85 min       |
| 2016              | Hallenweltmeisterschaften   | Portland          | 21.               | 60 m              | 6,71 s            |
| 2016              | Europameisterschaften       | Amsterdam         | 23.               | 100 m             | 10,56 s           |
| 2018              | Hallenweltmeisterschaften   | Birmingham        | 15.               | 60 m              | 6,65 s            |
| 2018              | Europameisterschaften       | Berlin            | 19.               | 100 m             | 10,44 s           |
| 2018              | Europameisterschaften       | Berlin            |                   | 4 × 100 m         | DSQ               |
| 2019              | Halleneuropameisterschaften | Glasgow           | 14.               | 60 m              | 6,72 s            |
| 2021              | Halleneuropameisterschaften | Toruń             | 6.                | 60 m              | 6,66 s            |

## Persönliche Bestleistungen
Freiluft
- 100 m: 10,21 s, 5. Juni 2016, Bydgoszcz
- 200 m: 20,89 s, 4. Juli 2015, Kutno

Halle
- 60 m: 6,59 s, 20. Februar 2021, Toruń